# Xanthophyllum pulchrum
Xanthophyllum pulchrum là một loài thực vật có hoa trong họ Polygalaceae. Loài này được King miêu tả khoa học đầu tiên năm 1890.